# Edvi Illés József
Edvi Illés József (Vid, 1732. – Sitke, 1804. július 31.) sitkei plébános, a szombathelyi egyházmegye Kemenesaljai Esperesi Kerületének esperese.

## Felmenői, családja
A nemes edvi Illés család régi Vas vármegyei nemes család, amely az 1595. évben meghalt Koltai J. Ferenctől kezdődően tudja levezetni családfáját. Ferenc fia, Balázs menekült el a török elől Sopron vármegyébe, ahol Edvén feleségül vette nemes edvi Edvy Brigittát. Balázs, Illés József ősapja 1643. augusztus 19-én III. Ferdinánd magyar királytól nyert új birtokadományt edvei birtokára. Balázs unokája, Tamás, akitől a család vásárosfalui ága származik. Tamás fia, István, aki a család katolikus ágának megalapítója. 
Illés József 1732. körül született Viden. Édesapja, nemes edvi Illés István, a fent említett István fia. Édesanyja, Uj Mária.  

## Tanulmányai, életpályája
Illés József a teológiai tanulmányait a győri szemináriumban végezte. 1755-ben Győrben szentelték pappá. 
1755 áprilisa és 1757 novembere között Szombathelyen volt káplán, majd 1757 decemberétől haláláig Sitkén volt plébános. Az 1757-ben alapított pápai kórház alapításakor ő is alapítványt tett. A sitkei templom 1767 és 1774 közötti barokk stílusú átalakításából aktívan kivette a részét. Szily János püspök 1781. április 17-én Sitkén tett látogatásakor Illés József már a szombathelyi egyházmegye Kemenesaljai Esperesi Kerületének esperesi tisztségét viselte. Élete utolsó másfél évtizedében, 1789-től szemeinek gyengesége miatt csak a gyóntatás és hitoktatás munkáját tudta ellátni, a többi munkát adminisztrátorai végezték helyette. Kiváló tehetségű, nagy tetterejű és búzgóságú plébános volt. Végrendeletében a kőszegi Kelcz-Adélffy árvaháznak 4.000 forintot hagyott, vagyonából részt kaptak a Kemenesaljai Esperesi Kerület papjai, a szombathelyi ferencesek, valamint Pápán az irgalmas rendi szerzetesek is.

## Származása
| nemes edvi Illés József (Vid, 1732. – Sitke, 1804. július 31.) sitkei plébános, a Kemenesaljai Esperesi Kerületének esperese | Apja: nemes edvi Illés István | Apai nagyapja: nemes edvi Illés István | Apai nagyapai dédapja: nemes edvi Illés Tamás                                                                                  |
| nemes edvi Illés József (Vid, 1732. – Sitke, 1804. július 31.) sitkei plébános, a Kemenesaljai Esperesi Kerületének esperese | Apja: nemes edvi Illés István | Apai nagyapja: nemes edvi Illés István | Apai nagyapai dédanyja: nemes Boros Erzsébet Édesapja: nemes Boros Márton, 1688-ban kapott nemességet a Sorok családdal együtt |
| nemes edvi Illés József (Vid, 1732. – Sitke, 1804. július 31.) sitkei plébános, a Kemenesaljai Esperesi Kerületének esperese | Apja: nemes edvi Illés István | Apai nagyanyja:                        | Apai nagyanyai dédapja: |
| nemes edvi Illés József (Vid, 1732. – Sitke, 1804. július 31.) sitkei plébános, a Kemenesaljai Esperesi Kerületének esperese | Apja: nemes edvi Illés István | Apai nagyanyja:                        | Apai nagyanyai dédanyja: |
| nemes edvi Illés József (Vid, 1732. – Sitke, 1804. július 31.) sitkei plébános, a Kemenesaljai Esperesi Kerületének esperese | Anyja: Uj Mária               | Anyai nagyapja:                        | Anyai nagyapai dédapja: |
| nemes edvi Illés József (Vid, 1732. – Sitke, 1804. július 31.) sitkei plébános, a Kemenesaljai Esperesi Kerületének esperese | Anyja: Uj Mária               | Anyai nagyapja:                        | Anyai nagyapai dédanyja: |
| nemes edvi Illés József (Vid, 1732. – Sitke, 1804. július 31.) sitkei plébános, a Kemenesaljai Esperesi Kerületének esperese | Anyja: Uj Mária               | Anyai nagyanyja:                       | Anyai nagyanyai dédapja: |
| nemes edvi Illés József (Vid, 1732. – Sitke, 1804. július 31.) sitkei plébános, a Kemenesaljai Esperesi Kerületének esperese | Anyja: Uj Mária               | Anyai nagyanyja:                       | Anyai nagyanyai dédanyja: |